# Belemniastis whiteleyi
Belemniastis whiteleyi är en fjärilsart som beskrevs av Druce 1888. Belemniastis whiteleyi ingår i släktet Belemniastis och familjen björnspinnare. Inga underarter finns listade i Catalogue of Life.